# Cyrtonaias tampicoensis
Cyrtonaias tampicoensis är en musselart som först beskrevs av I. Lea 1838.  Cyrtonaias tampicoensis ingår i släktet Cyrtonaias och familjen målarmusslor. Utöver nominatformen finns också underarten C. t. tampicoensis.